# Marcel Le Trionnaire
Marcel Le Trionnaire, né le 15 janvier 1939 à Vannes, est un athlète français spécialiste du demi-fond (800, 1 000 et 1 500 mètres). Il a effectué son service militaire au Bataillon de Joinville  (GSIJ, Groupement Sportif Interarmées de Joinville), classe 59/2A.

## Carrière sportive
Licencié à l'UCK Vannes depuis ses débuts en 1956, il a détenu la meilleure performance du 1 000 mètres cadets en septembre de la même année. Il a été sélectionné quatorze fois en équipe nationale (jeune : 8, élite : 6). Il côtoie sur les pistes Michel Jazy, Maurice Lurot, Pierre-Yvon Lenoir, Jean Vaillant. 

### Sélections internationales
| Année | Compétition                           | Date         | Lieu         | Épreuve   | Place | Performance  | Remarque |
| ----- | ------------------------------------- | ------------ | ------------ | --------- | ----- | ------------ | -------- |
| 1956  | Allemagne de l'Ouest - France Juniors | 2 septembre  | Ludwigshafen | 1 500 m   | 4e    | 4 min 8 s 6  |          |
| 1957  | Belgique - France Juniors             | 21 juillet   | Cointe       | 1 500 m   | 1er   | 4 min 3 s 2  |          |
| 1957  | France - Italie Juniors               | 21 août      | Chambéry     | 1 500 m   | 1er   | 4 min 5 s 0  |          |
| 1957  | France - Allemagne de l'Ouest Juniors | 29 septembre | Mâcon        | 1 500 m   | 4e    | 4 min 10 s 9 |          |
| 1958  | France - Belgique Juniors             | 20 juillet   | Mantes       | 1 500 m   | 1er   | 4 min 2 s 1  |          |
| 1958  | Italie - France Juniors               | 31 août      | Cuneo        | 1 500 m   | 1er   | 4 min 1 s 6  |          |
| 1958  | Allemagne de l'Ouest - France Juniors | 7 septembre  | Karlsruhe    | 1 500 m   | 3e    | 3 min 56 s 0 |          |
| 1959  | France - Belgique Elite               | 21 juin      | Longwy       | 800 m     | 4e    | 1 min 52 s 3 |          |
| 1959  | Norvège - France Elite                | 6 août       | Oslo         | 800 m     | 2e    | 1 min 51 s 8 |          |
| 1959  | Allemagne du nord - France Espoirs    | 16 août      | Hambourg     | 1 000 m   | 2e    | 2 min 30 s 3 |          |
| 1959  | Yougoslavie - France Elite            | 22 août      | Belgrade     | 800 m     | 3e    | 1 min 52 s 5 |          |
| 1959  | Grèce - France Elite                  | 25 août      | Athènes      | 800 m     | 4e    | 1 min 53 s 6 |          |
| 1959  | Jeux Interalliés Militaires           | 28 octobre   | Rome         | 800 m     | 5e    | 1 min 53 s 5 |          |
| 1960  | Jeux de la Communauté                 | 15 avril     | Tananarive   | 800 m     | 1er   | 1 min 55 s 8 |          |
| 1960  | Jeux de la Communauté                 | 15 avril     | Tananarive   | 4 × 400 m | 1er   | 3 min 17 s 3 |          |
| 1960  | Belgique - France Elite               | 19 juin      | Anvers       | 800 m     | 5e    | 1 min 53 s 8 |          |

### Championnats de France
| Année | Épreuve         | Place | Performance  | Date       | Lieu                                             | Remarque  |
| ----- | --------------- | ----- | ------------ | ---------- | ------------------------------------------------ | --------- |
| 1956  | 1 000 m Cadets  | 1er   | 2 min 35 s 1 | 14 juillet | Stade Jean-Bouin (Paris) (Piste)                 | MP France |
| 1957  | 1 500 m Juniors | 1er   | 4 min 5 s 3  | 13 juillet | Stade Jean-Bouin (Paris) (Piste)                 |           |
| 1958  | 1 500 m Juniors | 1er   | 4 min 16 s 0 | 12 juillet | Stade Jean-Bouin (Paris) (Piste)                 |           |
| 1959  | 800 m Elite     | 2e    | 1 min 51 s 4 | 25 juillet | Stade olympique Yves-du-Manoir, Colombes (Piste) |           |

### Bilans annuels français
| Année | Catégorie | Épreuve | Rang | Performance  | Club       | Date         | Lieu                     | Remarque        |
| ----- | --------- | ------- | ---- | ------------ | ---------- | ------------ | ------------------------ | --------------- |
| 1955  | Cadet     | 1000 m  | 8e   | 2 min 37 s 8 | Uck Vannes | 3 juillet    | Pontivy                  | Championnats    |
| 1956  |           | 1000 m  | 1er  | 2 min 32 s 1 |            | 23 septembre | Paris                    | Jour du 1 000 m |
| 1956  | Junior    | 1500 m  | 7e   | 4 min 8 s 6  |            | 2 septembre  | Allemagne / France Jr    |                 |
| 1957  |           | 1000 m  | 9e   | 2 min 37 s 2 |            | 2 septembre  | Vannes                   |                 |
| 1957  |           | 1500 m  | 4e   | 4 min 3 s 2  |            | 21 juillet   | Liege                    |                 |
| 1957  |           | 800 m   | 8e   | 1 min 57 s 2 |            | 16 juin      | Saint-Brieuc             |                 |
| 1958  |           | 1000 m  | 5e   | 2 min 35 s 4 |            | 20 avril     | Douarnenez               |                 |
| 1958  |           | 1500 m  | 2e   | 3 min 56 s 0 |            | 7 septembre  | Karlsruhe                |                 |
| 1958  |           | 400 m   | 10e  | 51 s 5       |            | 21 septembre | Saint-Brieuc             |                 |
| 1958  |           | 800 m   | 1er  | 1 min 55 s 5 |            | 2 juillet    | Stade Jean-Bouin (Paris) |                 |
| 1959  | Senior    | 800 m   | 4e   | 1 min 50 s 5 |            | 20 septembre | Stade Jean-Bouin (Paris) |                 |
| 1962  |           | 1000 m  | 10e  | 2 min 27 s 3 |            | 4 juillet    | Lorient                  |                 |

### Meilleures performances
| An   | Catégorie | Épreuve | Performance  | Date         | Lieu                     | Remarque                            |
| ---- | --------- | ------- | ------------ | ------------ | ------------------------ | ----------------------------------- |
| 1956 | Cadet     | 1 000 m | 2 min 32 s 1 | 23 septembre | Paris                    | Jour du 1 000 m Record France Cadet |
| 1959 | Senior    | 800 m   | 1 min 50 s 5 | 20 septembre | Stade Jean-Bouin (Paris) |                                     |
| 1959 | Senior    | 1 000 m | 2 min 25 s 3 | 8 octobre    | Stade Jean-Bouin (Paris) |                                     |
| 1967 | Senior    | 1 500 m | 3 min 53 s 2 | 28 juin      | Châteaulin               |                                     |